# Ride de courant géante
Pour les articles homonymes, voir Ride (homonymie).
Pour un article plus général, voir Ride de courant.

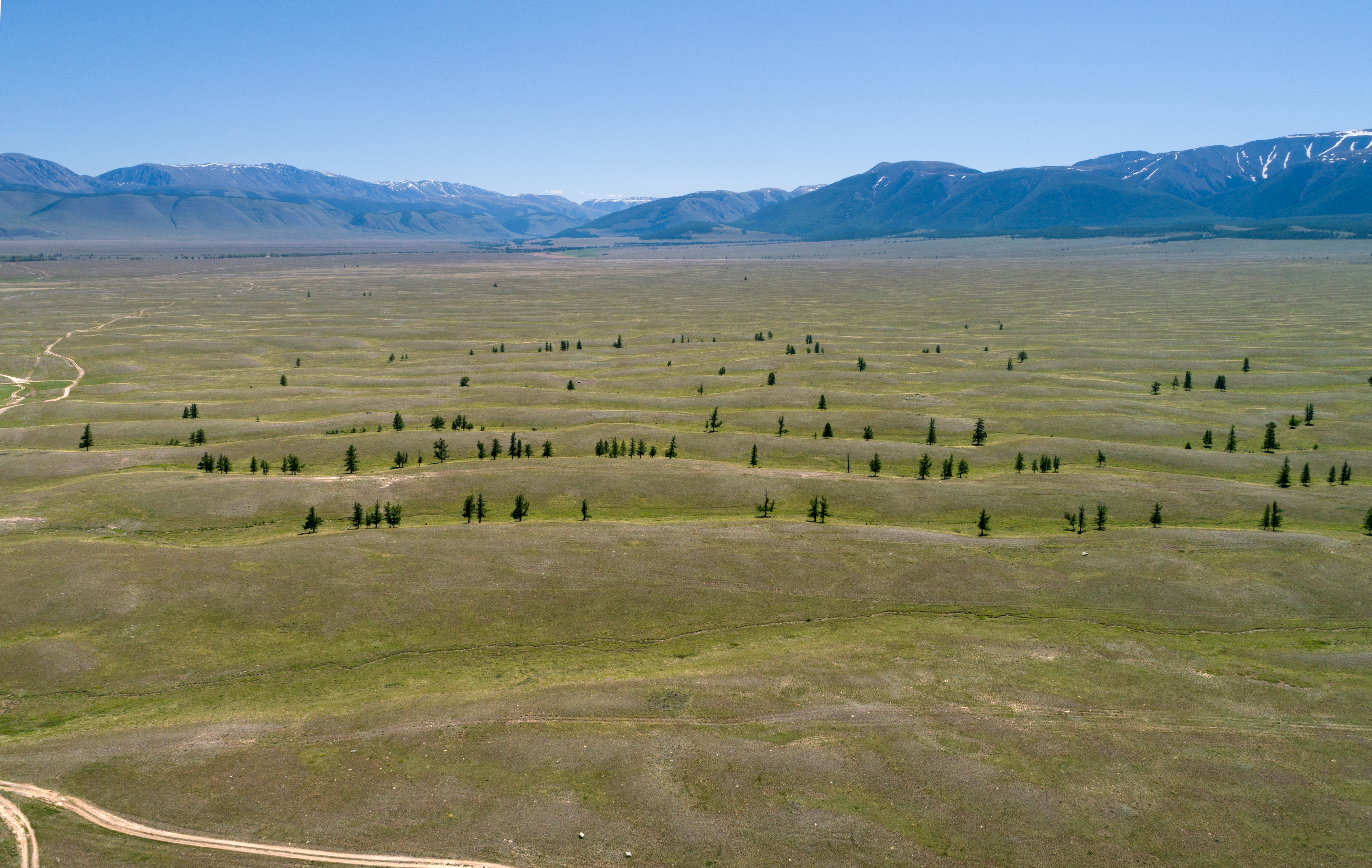
Rides de courant géantes dans la vallée de la Tchouïa (steppe de Kouraï) en Sibérie formées au cours des inondations de l'Altaï.

Une ride de courant géante est un type de ride de courant se formant au cours d'une inondation soudaine de grande ampleur telle une vidange brutale de lac glaciaire. Ces formations se rencontrent dans les Channeled Scablands des États-Unis (inondations de Missoula), en Alaska, en Sibérie (inondations de l'Altaï) et autour de l'Himalaya.
L'explication de ces formations identifiées dans la première moitié du XXe siècle est encore sujette à débat par une partie des géologues.